# La Bàn (chòm sao)
Chòm sao La Bàn 羅盤, (tiếng La Tinh: Pyxis) là một trong 88 chòm sao hiện đại, mang hình ảnh chiếc la bàn.
Chòm sao nhỏ này có diện tích 221 độ vuông, nằm trên thiên cầu nam, chiếm vị trí thứ 65 trong danh sách các chòm sao theo diện tích.
Chòm sao La Bàn nằm kề các chòm sao Trường Xà, Thuyền Vĩ, Thuyền Phàm, Tức Đồng.

## Thiên thể
Các thiên thể đáng quan tâm
- Sao đôi δ Pyx
- Sao biến đổi T Pyx là một tân tinh lặp lại, có chu kỳ từ 12 đến 25 năm